# Artūras Javtokas
Artūras Javtokas (Šiauliai, 27 gennaio 1977) è un ex cestista lituano, è il fratello maggiore di Robertas Javtokas.

## Palmarès
- Campionato russo: 1

Ural Great Perm': 2000-01
- Campionato lituano: 3

Lietuvos rytas: 2001-02
Žalgiris Kaunas: 2003-04, 2004-05
- Lega NEBL: 1

Ural Great Perm': 2001